# Живан Милисавац
Живан Милисавац (Батровци (Шид), 25. фебруар 1915 – Нови Сад, 21. јун 1997) био је српски књижевник, академик, секретар и председник Матице српске.

## Биографија
Потиче из земљорадничке породице. Основношколско образовање започео је у Прњавору код Шапца и Лешници код Лознице, а наставио у Лаћарку и Сремској Митровици. Потом је похађао гимназију у Новом Саду. Студирао књижевност на Филозофском факултету у Загребу (1934-1935) и Београду (1935-1939). Рано прихватио левичарске идеје. Као студент био је један од организатора Омладинског културно-привредног покрета (ОМПОК) 1936. године и уредник омладинског листа Наш живот (1936-1938).
У септембру 1939. позван је на одслужење војног рока у противавионској одбрани у Београду, а затим у гарнизон у Алексинцу. Због комунистичке делатности војни рок му је продужен, па је у војсци остао све до капитулације априла 1941.

### Учешће у Народноослободилачком покрету
Првих година Другог светског рата у Југославији живи илегално у Сремској Каменици, да би се у септембру 1943. прикључио партизанима. У IV војвођанској бригади био је задужен за културно-просветни рад, а када је бригада прешла у Источну Босну, постављен је за комесара пратеће чете бригадног штаба. У фебруару 1944. премештен је у Агитпроп Главног штаба Војводине, где је радио на информативним билтенима. Од маја 1944. до ослобођења Новог Сада, 29. октобра 1944, уређивао је партизански лист Истина.

### Ангажман у Матици српској
У два наврата обављао функцију секретара Матице српске (1945-1953 и 1957-1969), а од 1983. до 1991. био је председник Матице. Летопис Матице српске уређивао од 1945. до 1957. године. Играо важну улогу у организацији Новосадског договора о језику (1954), када је одлучено да се приступи писању Речника српскохрватског књижевног језика и изради новог правописа. Неки од пројеката у чијем је осмишљавању и реализацији учествовао Милисавац укључују капиталну едицију Матице и Српске књижевне задруге "Српска књижевност у сто књига", као и вишетомни Лексикон писаца Југославије и Југословенски књижевни лексикон.

### Друштвена и културна делатност
Учествовао у оснивању Стеријиног позорја (1956) и Змајевих дечјих игара (1957), чији је председник био у два мандата (1957-1962 и 1974-1982). Биран је за члана Савета за културу Војводине и Србије (1951-1960) и за посланика Савезне скупштине (1963-1965). За редовног члана ВАНУ изабран је 1987, а након њеног укидања постао је редовни члан САНУ.

### Књижевни и научни рад
У међуратном периоду објављује у београдској Зорици, Војвођанину и Летопису Матице српске. Приредио је велики број књига са предговорима (Ј.Ј. Змај, Душан Васиљев, Лаза Нанчић, Јаков Игњатовић). Био је члан редакционих одбора едиција: Билтен Војводина-СССР, Војводина у борби, Зборник руско-југословенских књижевних веза, Зборник српско-словачких културних веза и др.
Са рефератима је учествовао на бројним научним скуповима.
Са супругом Смиљом имао је ћерке Станиславу и Ђурђицу.
Сахрањен је на Успенском гробљу у Новом Саду.

## Награде и признања
- Октобарска награда Новог Сада за књигу Шума није олистала (1962)
- Седмојулска награда (1980)
- Искре културе (1981)
- Вукова награда (1983)
- Награда „Јован Поповић” (1984)
- Награда Ослобођења Војводине (1984)
- Награда АВНОЈ-а (1987)
- Орден Републике са сребрним венцем (1965)

## Одабрана дела
- Васа Стајић (1949)
- Из књижевног и културног живота (1951)
- Змај (1954)
- Шума није олистала (1961)
- Писци и идеје (1974)
- Књижевни токови (1975)
- Историја Матице српске I 1826-1864 (1986)
- Историја Матице српске II 1864-1880 (1992)
- Историја Матице српске III 1880-1918 (2000)